# 在事实与规范之间
《在事实和规范之间》（德語：Faktizität und Geltung）是 德国政治哲学家尤尔根·哈贝马斯于1992年出版的一本关于协商式政治的书。哈贝马斯自从1962年的《公共领域的结构转型》开始的这套筹划，到这本书这里达到了顶峰。哈贝马斯毕生思考民主与法律的本性，而这本书代表了他的这些政治思想。